# Jedar
Jedar (francese: Djedar) è il termine archeologico moderno utilizzato per far riferimento a tredici monumentali mausolei berberi situati a sud di Tiaret, in Algeria. Il nome deriva dall'arabo جدار  (jidār, muro) usato localmente per fare riferimento alle antiche rovine. Queste tombe pre-islamiche risalgono alla tarda antichità (forse IV-VIII secolo).

## Costruzione
Le tombe si trovano sulla cime di due colline nell'area montagnosa di Frenda, circa 30 km a sud di Tiaret. Esistono 3 jedar su Jabal Lakhdar, e 10 su Jabal Arawi (nota anche come Ternaten) 6 km a nord del primo gruppo. Posizione e dimensione fanno pensare che fossero costruiti per la famiglia reale. Sono stati sistematicamente saccheggiati per secoli, e per questo motivo sono oggi in rovina.
I monumenti furono costruiti direttamente sul terreno, o tramite lo scavo di fondamenta molto basse. Alcune pietre furono scavate partendo da calcare e arenaria locali, e in alcuni casi riciclate dai vicini insediamenti e necropoli di tempi più antichi. I materiali utilizzati sono molto vari: pietre ben tagliate lunghe 1-1,5 metri, pietre parzialmente lavorate lunghe fino a 2,4 metri, pietre grezze, vecchie lapidi e vecchi frammenti di altri edifici. Molte delle costruzioni sono state eseguite con pietre a secco, mentre la malta era usata molto raramente.
I 13 jedar mostrano molte caratteristiche in comune tra loro, e molte similitudini con le più piccole tombe berbere chiamate bazinas, comuni nella zona del pre-Sahara. Questa cosa dimostra che sono una tradizione indigena berbera, nonostante l'uso di tecniche edilizie romane e di un'iconografia cristiana mediterranea.
Le caratteristiche comuni sono:
- Un corpo quadrato con la dimensione del lato che varia da 11,55 a 46 metri, con un'altezza di 4 metri. In alcuni casi il corpo è di solida roccia, e nella maggior parte dei casi contiene camere funerarie.
- Il tetto è a piramide, in tutti i casi ridotto in pessimo stato, ma che originariamente poteva essere alto anche 13 metri. È formato da molti piccoli gradini, la cui altezza e profondità è di circa 20-25 centimetri. La cima è quasi sempre di solida muratura, ma in quelli che contengono camere funerarie si trovano gradini rimovibili che permettono di accedere alle camere sottostanti, il soffitto delle quali può protendersi verso l'alto.
- Molti, forse tutti, erano circondati da un giardino, quadrato a parte un'estensione a metà del lato rivolto ad est. Nei jedar più grandi quest'estensione contiene un piccolo edificio sul modello di quello principale. Si crede che questo edificio fosse utilizzato per ottenere sogni divinatori grazie alla vicinanza con la tomba.
- Molti, se non tutti, erano ulteriormente circondati da un complesso di basse mura.

Si crede che i jedar che non contengono camere funerarie fossero in realtà serviti per coprire una singola tomba scavata nella roccia.

## Epigrafia ed iconografia
Sembra che su un lato del tetto dei jedar di Jabal Lakhdar si trovasse un'inscrizione. Quest'inscrizione era in lingua latina, non profondamente incisa, per cui oggi sono quasi illeggibili. Anche gli stessi blocchi incisi sono molto danneggiati. Resta solo il necessario per capire che si trattasse di tombe, ma non per chi furono costruite. Questi jedar mostrano una grande varietà di segni d'incisione, dalle lettere isolate a parti di nomi. Molti sono in latino, ed alcuni hanno ipotizzato che si trattasse di scrittura tifinagh. Esistono anche simboli cristiani, ed un paio di pannelli rozzamente incisi (apparentemente scene di caccia) simili alle incisioni rupestri libico-berbere.
Il più grande jedar di Ternaten è l'unico del gruppo sufficientemente intatto da mostrare epigrafia ed iconografia. Contiene grandi murali policromi di ottima fattura (ora quasi completamente erosi dalle intemperie) raffiguranti scene religiose tipiche dell'iconografia cristiana mediterranea del V secolo o successiva, facendo intuire che la classe regnante si era al tempo già convertita al Cristianesimo. Questo jedar contiene anche molte inscrizioni latine, o lapidi ed altro materiale riciclato risalente dal tempo di Settimio Severo (202-203) al 494. La fonte di questo materiale riciclato non è nota con certezza, ma esistono molte grandi rovine di città e necropoli nelle vicinanze.

## Datazione
Si crede che i tre jedar di Jabal Lakhdar fossero i più antichi. Di questo gruppo si crede di aver compreso la cronologia relativa, partendo dallo studio delle scritte. Il più grande, con camere funerarie, noto come Jedar A, è il più antico. Poco dopo fu costruito il Jedar B dagli stessi operai. Si crede che l'ultimo jedar, il C, fosse incompleto quando si decise di completarlo in tutta fretta ed il suo occupante sepolto, forse una generazione dopo. Considerando la natura discreta dei simboli cristiani, si crede che gli occupanti di queste tombe non fossero cristiani, ma che fossero governati da un capo che lo era. Le analisi con il metodo del carbonio-14, effettuate su un sarcofago in legno del jedar B, hanno permesso di calcolare che risalisse al 410 (con un errore di 50 anni in più o in meno). Una recente rilettura della dedica del jedar A ha portato a stimare la costruzione al IV secolo.
Il solo jedar del gruppo di Ternaten per cui è stata proposta una datazione è il grande jedar F. Dato che le lapidi riutilizzate per la costruzione portano la data del 494, potrebbero essere del VI o VII secolo. A differenza dei monumenti di Jabal Lakhdar, queste camere funerarie sembrano costruite per poter contenere più di una persona, e per questo è stata avanzata l'ipotesi che dovessero essere dinastici, con i piccoli jedar attorno che ssarebbero serviti per altre persone con minore nobiltà.

## Storia ed archeologia
Il più antico riferimento ai jedar è nel perduto Tarikh dello storico dell'XI secolo Ibrahim ar-Raqiq, di cui stralci sono presenti nelle opere di Ibn Khaldun e di altri successivi scrittori. Ar-Raqiq afferma che quando il califfo fatimida Ismail al-Mansur stava conducendo operazioni militari nella zona di Tiaret, gli fu mostrato il jedar di Jabal Lakhdar, ed egli volle sapere cosa dicevano le inscrizioni. Gli fu fornita una traduzione fantasiosa secondo cui quei monumenti erano stati costruiti per celebrare una vittoria militare dell'esercito bizantino di Giustiniano I. Nonostante Ibn Khaldun visse in questa zona per molti anni, non fece mai riferimento ai jedar.
A partire dal 1842, le spedizioni militari francesi nella zona iniziarono a notare i monumenti, trascrivendone le prime descrizioni archeologiche. Il jedar A fu aperto in maniera molto grezza nel 1875 da antiquari che non riuscirono a pubblicare le proprie ricerche. Nel 1882 il professore La Blanchère dell'università di Algeri pubblicò uno studio dettagliato sui jedar (per buona parte basato su scavi precedenti) tentando di inserirli in un contesto storico. Li identificò come associati al re berbero Massonas citato da Procopio di Cesarea, storico del VI secolo, ma questa idea oggi non è più tenuta in considerazione.
All'inizio degli anni quaranta uno studente di antropologia, il dottor Roffo, ottenne il permesso di effettuare degli scavi. Sfruttando questo permesso utilizzò dell'esplosivo per aprire il jedar B, da cui estrasse uno scheletro tumulato in un sarcofago in legno, posto in una tomba scavata sotto l'edificio. Lo stesso avvenne con uno dei piccoli jedar di Ternaten. Non si sa dove si trovino adesso questi scheletri (potrebbero trovarsi, non riconosciuti, in qualche museo algerino) ed il dottor Roffo disse di aver bruciato buona parte dei suoi appunti per ripicca dopo una lite col Direttore delle Antichità (che probabilmente criticava i suoi metodi di "scavo").
Durante la Guerra d'Algeria i jedar furono chiusi dall'esercito francese che minò le entrate. Dopo la fine del conflitto furono utilizzati da uno sciamano per rituali della fertilità islamici finché l'accesso non gli fu vietato dalle autorità locali.
Negli anni 1968-70 uno studio algerino, condotto sotto Gabriel Camps dell'università di Aix-Marseilles da Fatima Kadria Kadra, utilizzò per la prima volta tecniche moderne per analizzare i jedar. Un libro basato sulla sua tesi fu pubblicato dall'università di Algeri nel 1983, e rimane tuttora lo studio di riferimento per questo argomento. I tentativi di Camps (1995) di attribuire le tombe a re berberi conosciuti come Mastigas e Garmul sono considerati speculativi.
Ulteriori studi sono stati scoraggiati dalla situazione politica algerina che, da quel momento, è diventata instabile.